# 東飯田村
東飯田村（ひがしはんだむら）は、大分県玖珠郡にあった村。現在の九重町の一部にあたる。

## 地理
河川：玖珠川、松木川

## 歴史
- 1889年（明治22年）4月1日、町村制の施行により、玖珠郡恵良村、右田村、松木村が合併して村制施行し、東飯田村が発足[1][2]。旧村名を継承した恵良、右田、松木の3大字を編成[2]。
- 1896年（明治29年）3月29日、大字右田の大部分と飯田村大字野上・後野上が分立して野上村が発足[5][1]。
- 1942年（昭和17年）大分合同銀行恵良支店開設される[2]。
- 1948年（昭和23年）東飯田農業協同組合設立される[2]。
- 1955年（昭和30年）2月1日、玖珠郡野上町、飯田村、南山田村と合併し、九重町を新設して廃止された[1][2]。

### 地名の由来
飯田の東側に位置するため。

## 産業
- 農業、商業、交通業[2]